# Comarca de Abona
La comarca de Abona es una de las once comarcas en que se divide la isla de Tenerife —Islas Canarias—.
Esta comarca, también conocida como Chasna, abarca gran parte del sur de la isla e incluye los términos municipales de Vilaflor, Arona, San Miguel y Granadilla de Abona, salvo las partes altas adscritas a la Comarca del Macizo Central. Tiene una superficie total aproximada de 29.237 hectáreas.